# Uromys vika
Uromys vika — вид мишоподібних гризунів родини мишеві (Muridae).

## Поширення
Ендемік острова Вангуну з групи Соломонових островів.

## Опис
Відомий лише по типовому зразку. Голотип завдовжки 46 см, вага — близько 0,5 кг. Хутро світло-коричневого забарвлення.

## Історія відкриття
Повідомлення про існування велетенського щура на острові Вангуну надходили на початку 1990-х років, але підтверджених даних не було. У 2010 році існуванням нового виду гризунів зацікавився Тайрон Лавері, зоолог Музею природознавства ім. Філда. Він організував експедицію у пошуках нового виду. Були встановлені відеопастки, звичайні пастки, організовані польові дослідження у пошуках живих тварин, їхніх слідів або гнізд. Проте гризуна не спіймали. Але дослідники знайшли кал великого гризуна з рештками горіхів Canarium та жмут шерсті як доказ існування виду. 
У 2015 році, під час рубки лісу, лісоруби сполохали та впіймали велетенського щура. Він ховався на дереві Dillenia salomonensis. Тварина у неволі загинула і її передали зоологам лише через 10 днів після смерті. Попри те що зразок був у напіврозкладеному стані, цього було досить, щоб дослідити череп та зробити аналіз ДНК.
У 2017 році опубліковано результати дослідження решток, які провели Тайрон Лавері та місцевий зоолог Гікуна Юдж. На основі цих матеріалів описано новий вид Uromys vika.
Фото живого гризуна з'явилося в 2023 році, коли він вперше попав на камеру-фотопастку. Австралійським вченим з університету Мельбурна вдалось зробити 95 фотографій чотирьох різних особин.
Праліси на Соломонових островах є останнім придатним місцем для Вангуну. Попри протести корінних мешканців, у 2022 році уряд Соломонових островів відкрив цю територію для лісозаготівлі. Однак вчені сподіваються, що докази існування рідкісних гризунів Вангуну дозволять захистити місця проживання тварин, а також корінних народів.